# Saab Finlandia

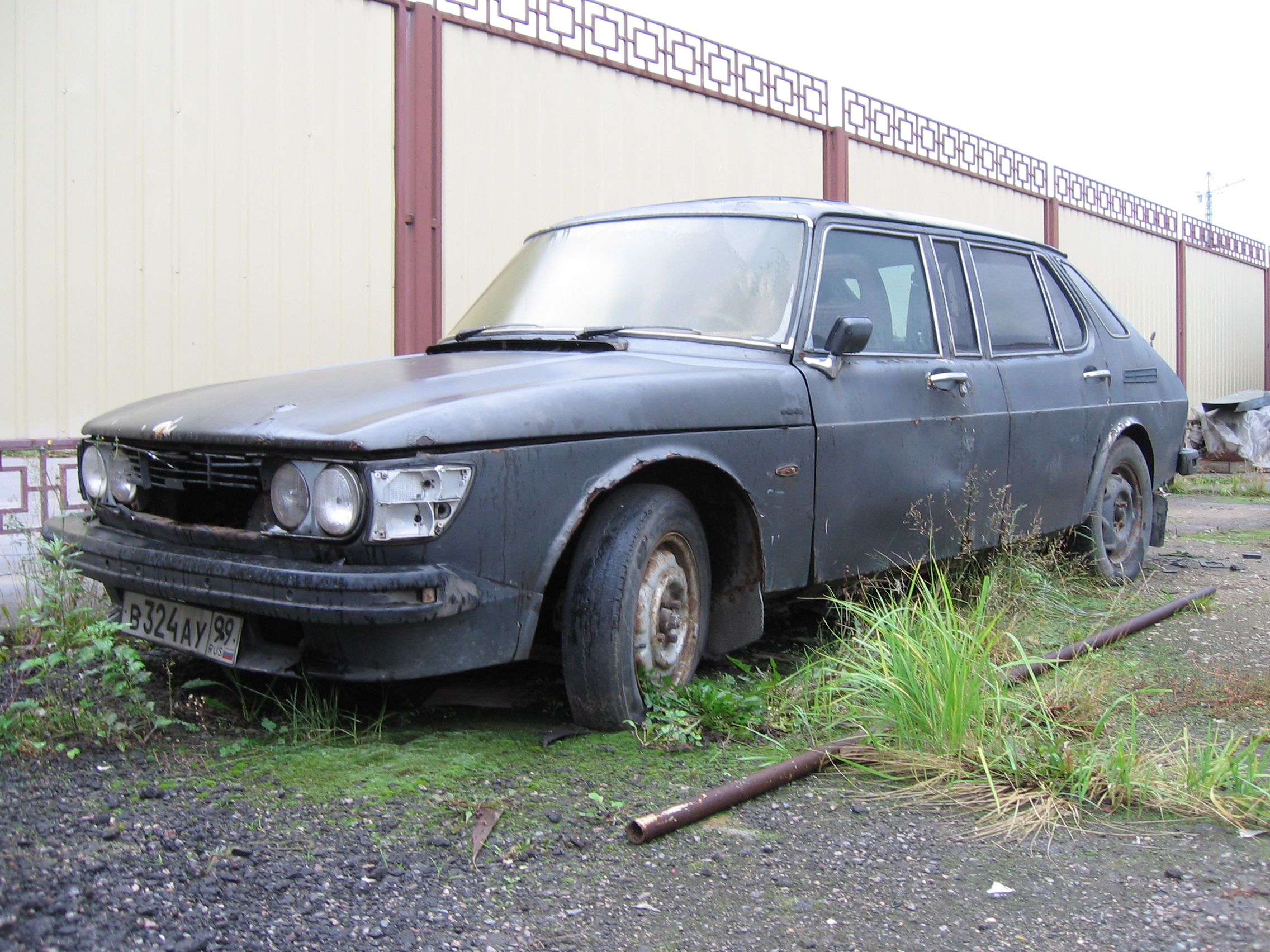
Wrack eines Saab Finlandia

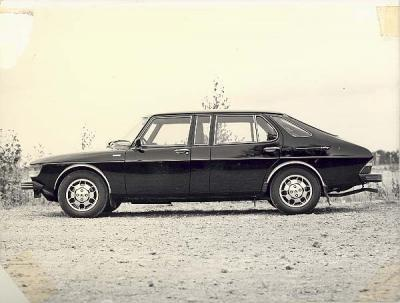
Der Finlandia mit sogenanntem „Saunafenster“ zwischen Vordertür und Hintertür

Der Saab Finlandia wurde 1977 als Limousine mit verlängertem Radstand auf Basis des Saab 99 präsentiert und bei Valmet in Uusikaupunki hergestellt. Die Grundlage für das Modell war die normale Fließheck-Limousine in GLE-Ausführung, bei der die Bodengruppe um 20 cm verlängert wurde. Die ersten 1977 entstandenen Saab Finlandia hatten noch die kurzen Türen der Normalausführung, deshalb war zwischen Vordertür und Hintertür ein 20 cm breites Zwischenstück mit Fenster eingefügt. Später wurden die Vorder- und Hintertüren um je 10 cm verlängert.
Der 99 Finlandia wurde nur in den Modelljahrgängen 1977 und 1978 hergestellt. Der GLE war in beiden Jahren lieferbar, 1978 kam dann noch der Turbo Finlandia dazu. Mit der Einführung des Saab 900 im Sommer 1978 wurde der Finlandia ebenfalls mit der Front des neuen Modells gefertigt.
Mit Einführung des Sedan 900 erfolgte auch beim Finlandia der Übergang zum Stufenheck. Ab Modelljahr 1984 wurde der Wagen dann als 900 CD und auch im Export angeboten. Nachdem das Automatikgetriebe für die Turbo-Version lieferbar wurde, entfiel die GLE-Version. 
Die Finlandia/CD-Modelle dienten der finnischen Regierung auch als Staatslimousine.